# Aleksandar Nikačević
Aleksandar Nikačević (né le 26 janvier 1978 à Kraljevo) est un coureur cycliste et directeur sportif serbe.

## Biographie
En catégorie moins de 23 ans, Aleksandar Nikačević évolue au GS Padovani, en Italie. Il y remporte le Tour du Frioul-Vénétie julienne en 1999, et est stagiaire au sein de l'équipe professionnelle Mapei-Quick Step à la fin de cette saison. En 2000, il est vainqueur du Tour de Serbie, champion de Yougoslavie du contre-la-montre  et termine l'année en tant que stagiaire chez Alessio, qui le recrute pour l'année suivante.
En 2002, il s'impose sur le Tour de Serbie pour la deuxième fois et gagne le championnat de Yougoslavie sur route ainsi qu'une étape du Tour du lac Qinghai.
Peu après la fin de sa carrière, Aleksandar Nikačević devient directeur sportif. Il occupe cette fonction dans l'équipe continentale serbo-monténégrine Aerospace Engineering en 2005, puis chez Endeka en 2006. Il devient également sélectionneur de l'équipe nationale serbe espoirs.
En juillet 2009, il est arrêté par la police italienne dans le cadre de l'opération « Via Col Doping ». Le considérant comme la « plaque tournante » d'un trafic de produits dopants, le tribunal antidopage du Comité olympique national italien prononce une suspension de seize ans. En 2015, cette suspension est ramenée à 4 mois, seule la revente de produits interdits étant finalement retenue contre lui.

## Palmarès
- 1999
  - Tour du Frioul-Vénétie julienne :
    - Classement général
    - 3e étape

  - Grand Prix de Roncolevà
- 2000
  -  Champion de Yougoslavie du contre-la-montre
  - Trophée de la ville de San Vendemiano
  - Tour de Serbie
  - 2e championnat de Yougoslavie sur route
- 2002
  -  Champion de Yougoslavie sur route
  - Tour de Serbie
  - 3e étape du Tour du lac Qinghai